# Khlong

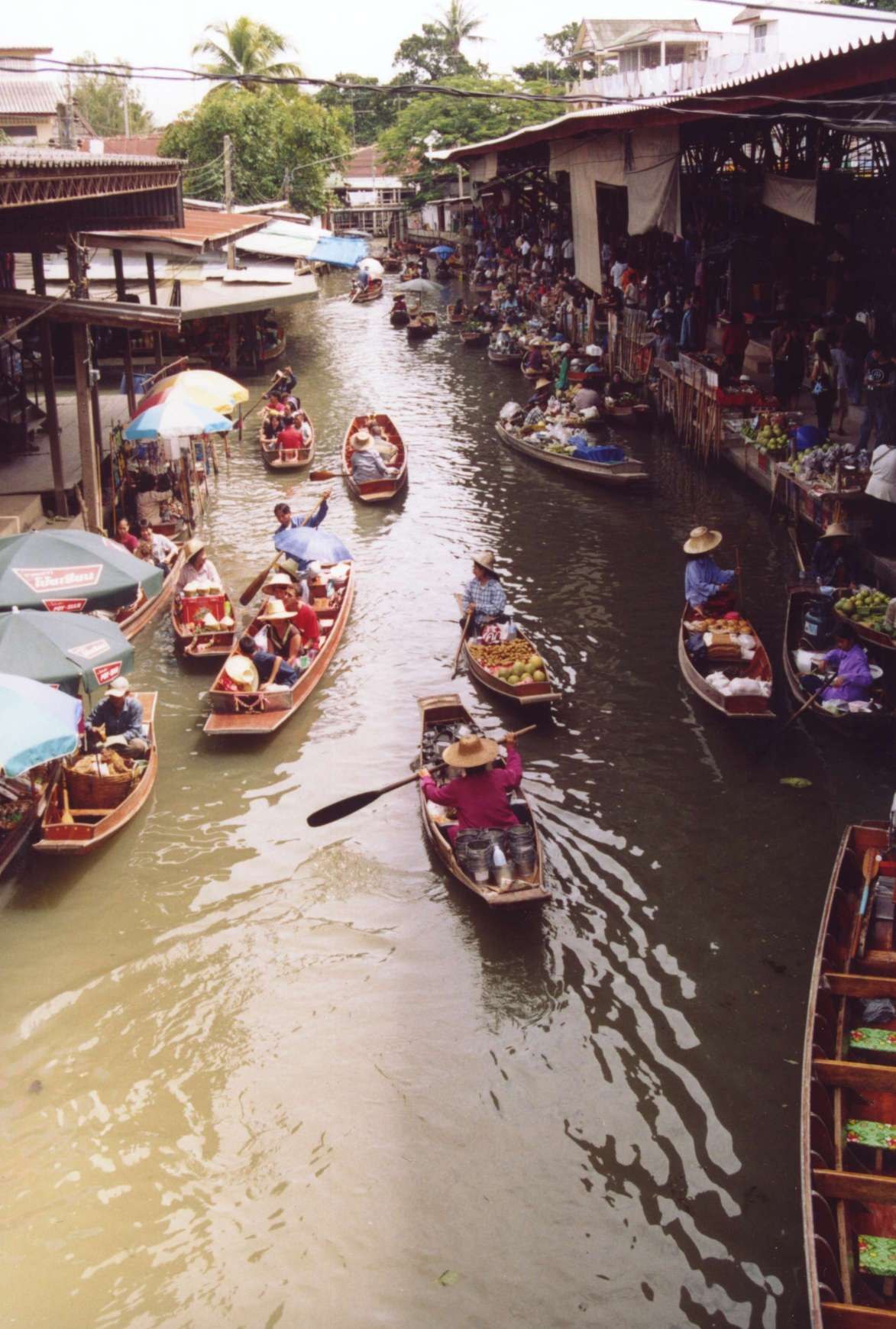
Khlongs na província de Ratchaburi, com as tendas flutuantes.

Um khlong (em tailandês: คลอง) é a denominação que recebem os canais na planície central da Tailândia, formados pelos rios Chao Phraya, Ta Chin e Mae Klong.
Historicamente, a capital(Bangkok), sempre foi atravessada por muitos deles, que até tem sua denominação como "A Veneza do Oriente". Os khlongs são usados para o transporte, para a instalação de tendas e comércio flutuante, e também como lugares onde se depositam as águas residenciais e outros desejos da cidade. Muitos tem sido convertidos, com o passar dos anos, em canais, se bem que na zona de Thonburi, em Bangkok, converteram-se alguns dos mais largos khlongs.
Na zona central da capital encontra-se o Khlong Saen Saeb, que serve como rota de transporte fluvial de grande importância no transporte público da Tailândia. Os mercados flutuantes tradicionais existem agora principalmente como atrações turísticas, sendo os mais conhecidos os do Amphoe de Damnoen Saduak, na província de Ratchaburi.